# 華沙要塞師 (德國國防軍)
华沙要塞师（德语：Festung-Division “Warschau”）是二战时期德国国防军A集团军群的一支部队。

## 历史
该师于1945年1月上旬在波兰首都华沙成立，作为定点战略的一部分，防御红军。
华沙要塞师最初隶属于第9集团军，1月16日华沙被包围。在1945年1月18日红军占领该城市后，华沙要塞师几乎被彻底摧毁。华沙要塞师的剩余部分随后与第73步兵师会合，加强索恩要塞的防御。此前，第9集团军司令斯米洛·冯·吕特维茨在没有上级命令的情况下放弃了城市防御，导致部队凝聚力瓦解。要塞师指挥官弗里德里希·韦伯随后被调入预备役，被判处前线缓刑，并不再担任任何军事指挥职务。
该师于1945年1月27日正式宣布解散。